# قطعنامه ۱۴۰۴ شورای امنیت
قطعنامه ۱۴۰۴ شورای امنیت سازمان ملل متحد که در تاریخ ۱۸ آوریل ۲۰۰۲ تصویب شد، سندی بین‌المللی دربارهٔ بررسی وضعیت در آنگولا است. این قطعنامه طی نشست ۴۵۱۴ام با ۱۵ رای موافق، ۰ مخالف و ۰ ممتنع تصویب شد.